# Epigenetismo

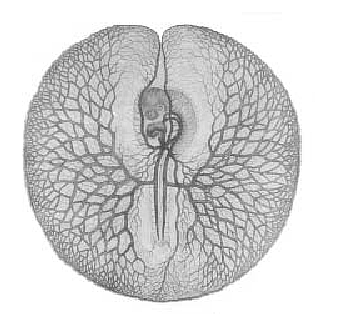
Embrión de pollo mostrando los primeros síntomas de circulación sanguínea. Dibujado por D'Alton para ilustrar la obra de Christian Pander Beiträge zur Entwicklungsgeschichte des Hühnchens im Eye, Brönner, Würzburg (1817). Jeii García Bbs Para el mundo y del mundo

El epigenetismo (término acuñado por William Harvey) es la teoría embriológica según la cual el organismo no está preformado en el cigoto, sino que se desarrolla como resultado de un proceso de diferenciación a partir de un origen material relativamente homogéneo. El epigenetismo se opone al preformacionismo.

## Historia del epigenetismo

### De Aristóteles alsigloXVIII
Hasta mediados del siglo XVIII, la teoría epigenética de Hipócrates y Galeno fue la dominante en la explicación de la ontogénesis. La idea común era que el embrión estaba formado por una mezcla más o menos homogénea de sustancias materna y paterna que a lo largo del desarrollo se iba diferenciando progresivamente en los distintos órganos. La fuerza formativa responsable de tal diferenciación se atribuía a la propia materia o bien a distintas almas de naturaleza ambigua o incluso a la Divinidad.
- Aristóteles (La reproducción de los animales).
- William Harvey (1578 - 1657): en 1651 introduce el término "epigénesis".
- Descartes propuso un modelo mecanicista según el cual los órganos aparecían epigenéticamente a partir de las meras leyes de la mecánica, como los movimientos de las partículas provocados por el calor.

Las explicaciones mecanicistas del desarrollo no resultaron convincentes, y el preformacionismo se expandió a lo largo de la segunda mitad del siglo XVII.

### El renacimiento del epigenetismo

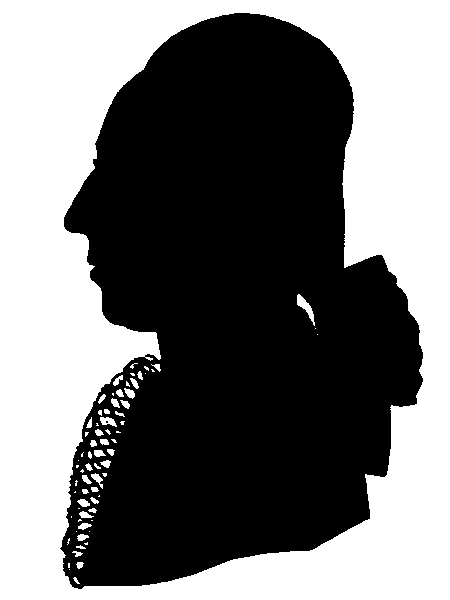
Caspar Friedrich Wolff.

- Caspar Friedrich Wolff es el primer naturalista que vuelve a recuperar el enfoque epigenetista.
- Frente al preformacionismo dominante en la época, Buffon (1707 - 1788) postuló la existencia de "moléculas orgánicas", entidades primitivas e incorruptibles que consituirían a todos los seres vivos, uniéndose por "intususcepción" a lo largo de la embriogénesis.
- Con la crisis del mecanicismo, el vitalismo comienza a expandirse por Europa, especialmente en Alemania, donde destaca la obra de Johann Friedrich Blumenbach.
- Las investigaciones de Christian Pander sobre el desarrollo de los pájaros (Pander, 1817a; 1817b) fueron fundamentales para el triunfo del epigenetismo sobre el preformacionismo.

### La embriología experimental y el triunfo del epigenetismo
- Hans Driesch es célebre en la historia de la embriología por sus experimentos cualitativos con embriones de erizos de mar. Driesch separó los blastómeros de cigotos de erizos de mar, obteniendo a partir de ellos embriones completos. De este modo, y frente a Wilhelm Roux, Driesch demostraba la naturaleza epigenética y no mosaica o autodiferenciadora del desarrollo. Así, frente a la autonomía de las partes del embrión defendida por Roux, Driesch interpretó al embrión como un sistema equipotencial.
- Oscar Hertwig fue defensor de un epigenetismo materialista que se enfrentaba tanto al preformacionismo nuclear de Weismann como al epigenetismo vitalista de Hans Driesch.